# Bruce Abdoulaye
Bruce Abdoulaye (Château-Thierry, 1982. április 15. –) francia-kongói labdarúgó.

## Pályafutása

### Klubcsapatban
2002–2004 között a Grenoble, 2004–05-ben a svájci Lausanne Sports, 2005–06-ban a Sénart-Moissy, 2006–2011 között a Clermont, 2011–12-ben a Metz, 2012–2014 között az azeri İnter Bakı, 2014–15-ben az Orléans, 2015–16-ban ismét a Grenoble labdarúgója volt. 2016–17-ben a Bourg-Péronnas csapatában fejezte be az aktív játékot.

### A válogatottban
2006–2012 között 22 alkalommal szerepelt a kongói válogatottban és egy gólt szerzett.

### Edzőként
2011–2013 között a Metz akadémiai vezetőjeként tevékenykedett. 2014–15-ben segédedző volt az Orléans U19-es csapatánál. 2015–16-ban a Grenoble U19-es csapatának, 2017–18-ban a Louhans-Cuiseaux szakmai munkáját irányította. 2018–19-ben a Bourg-en-Bresse sportigazgatója volt. 2019–20-ban a Közép-afrikai Köztársaság válogatottjának a szövetségi kapitányaként dolgozott. 2020–21-ben a katari Umm Salal, 2021–2023 között az US Torcy U19-es csapatának szakmai munkáját irányította.